# Ludvig & Julemanden
Ludvig & Julemanden er TV2s familiejulekalender, der blev sendt i 2011 og genudsendt på samme kanal i 2016. Den er produceret af Deluca Film.
Historien udspiller sig på Børglum Kloster i Nordjylland. En del af karakterne, heriblandt Lars Hjortshøj og Camilla Bendix, blev genbrugt i Tvillingerne og Julemanden fra 2013.

## Handling
Ludvig Glad og hans familie tager i december til Børglum Kloster, som faderen Niels har arvet. Oppe på klosteret er Stygge Krumpen på jagt efter Marias krone, som er delt i flere stykker. I Grønland nægter Julemanden Nicolas at være julemand i år, hvis han ikke får sin fest for sit 500-års jubilæum! Da Julie, Nicolas' kone, nægter at arrangere festen, tager Nicolas et smut til Børglum. Men Stygge har valgt, at han den 23. december vil besætte Niels for at blive et rigtigt menneske af kød og blod.

## Medvirkende og musik
- Lars Hjortshøj – Julemanden Nicolas
- Thomas Norgreen – Ludvig Glad
- Andreas Bo Pedersen – Spøgelset Stygge Krumpen, biskop på Børglum Kloster
- Julie Zangenberg – Den Indemurede Pige
- Andreas Jessen – Spøgelset Maximilian Løvenkranz
- Tina Gylling Mortensen – Spøgelset Elsebeth Gyldenstjerne
- Alexandre Willaume – Niels Glad, Ludvig, Rebekka og Rasmus' far
- Anne Sofie Espersen – Kirsten Glad, Ludvig, Rebekka og Rasmus' mor
- Marta Holm – Rebekka Glad, Ludvig og Rasmus' storesøster
- Lau Porskær Kirkensgaard  – Rasmus, Ludvig og Rebekkas lillebror
- Camilla Bendix – Julie, Julemandens kone
- Emma Irgens Holst – Martine, Ludvigs bedste ven
- Thomas Ernst – Thomas, Rebekkas klassekamerat
- Adam Sønderby – Klik, nisse i Julemandens værksted
- Martine Vandet Salling – Klak, nisse i Julemandens værksted
- Hans Holtegaard – Henning, Børglum Klosters nabo, Martine og Thomas' morfar
- Viggo Sommer - fuld julemand

Titelmelodien til "Ludvig & Julemanden" synges af Søs Fenger.

## Mere Familien Glad
Deluca Film, som lavede julekalenderen, søgte om tilskud til at lave en spillefilm om Familien Glad (ligesom det er gjort med Pyrus og Jul i Valhal, der blev til hhv. Pyrus på pletten (2000)  og Guldhornene (2007)), men filmen blev udskudt til 2014. Filmen følger Familien Glad på sommerferie rundt i Vendsyssel (altså en sommerfilm, og ikke en julefilm). Samtidig bad TV2 dem om at lave en ny julekalender med Familien Glad, Børglum Kloster og som noget nyt også med Skipper Clement. Denne julekalender fik premiere på TV2 i december 2013 og kom til at hedde Tvillingerne og Julemanden.